# چنگر هاوایی
چنگر هاوایی یا آلائه کئوکئو با نام علمی Fulica alai پرنده‌ای از سردهٔ چنگران و بومی هاوایی است. زیستگاه طبیعی این پرنده دریاچه‌ها و تالاب‌های آب شیرین، تالاب‌های آب شور ساحلی و دیگر جاهایی است که آب در آن ذخیره می‌شود. حیات چنگر هاوایی به دلیل تخریب زیستگاه و رهاسازی شکارچیانی همچون نمس هندی در معرض تهدید قرار دارد و به همین سبب مرداب ماکالاونا در جزیرهٔ بزرگ هاوایی در فهرست آثار ملی طبیعی به ثبت رسیده است تا آخرین منطقهٔ آشیان‌سازی این پرنده حفظ شود.

## نگارخانه

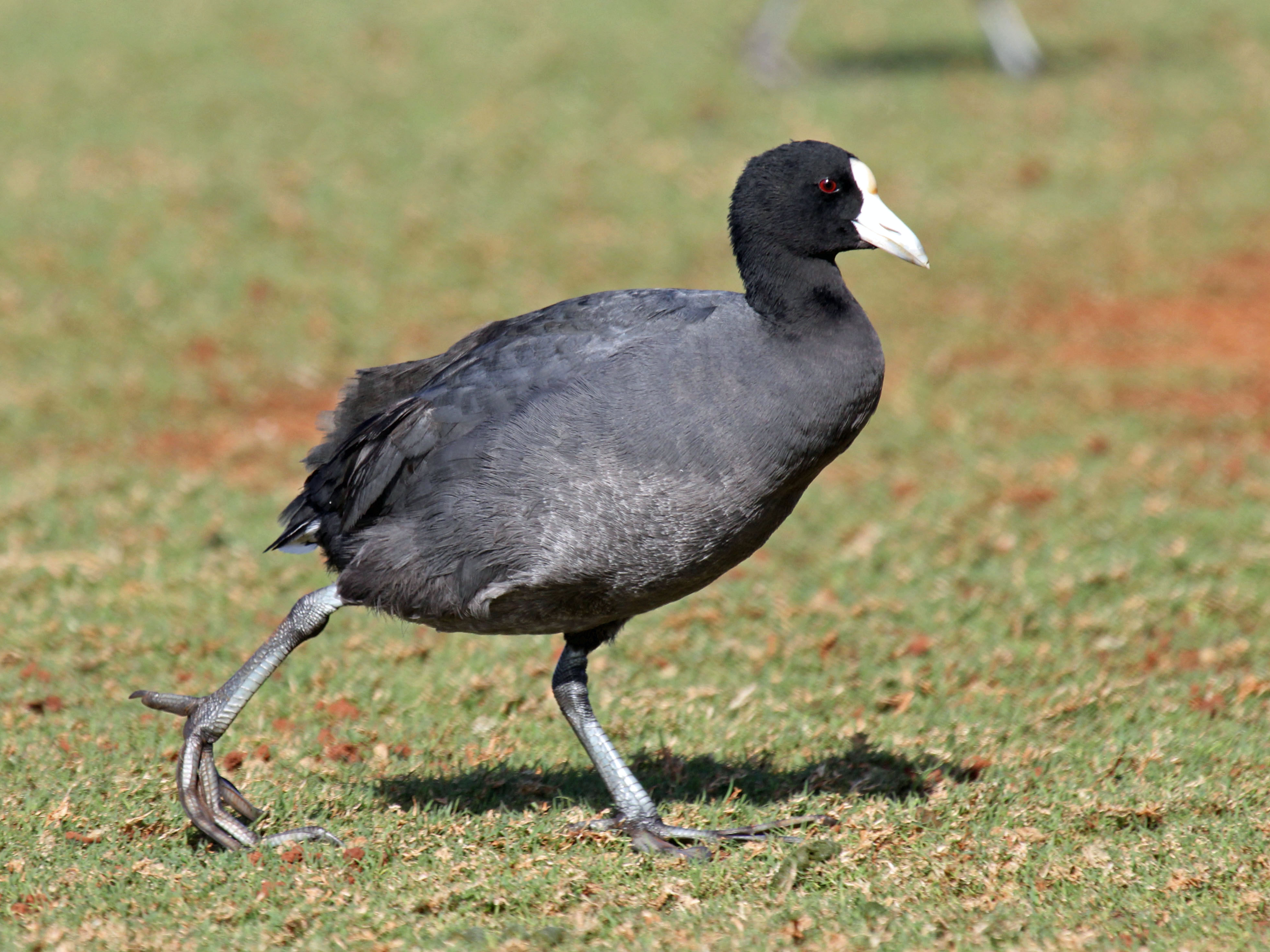
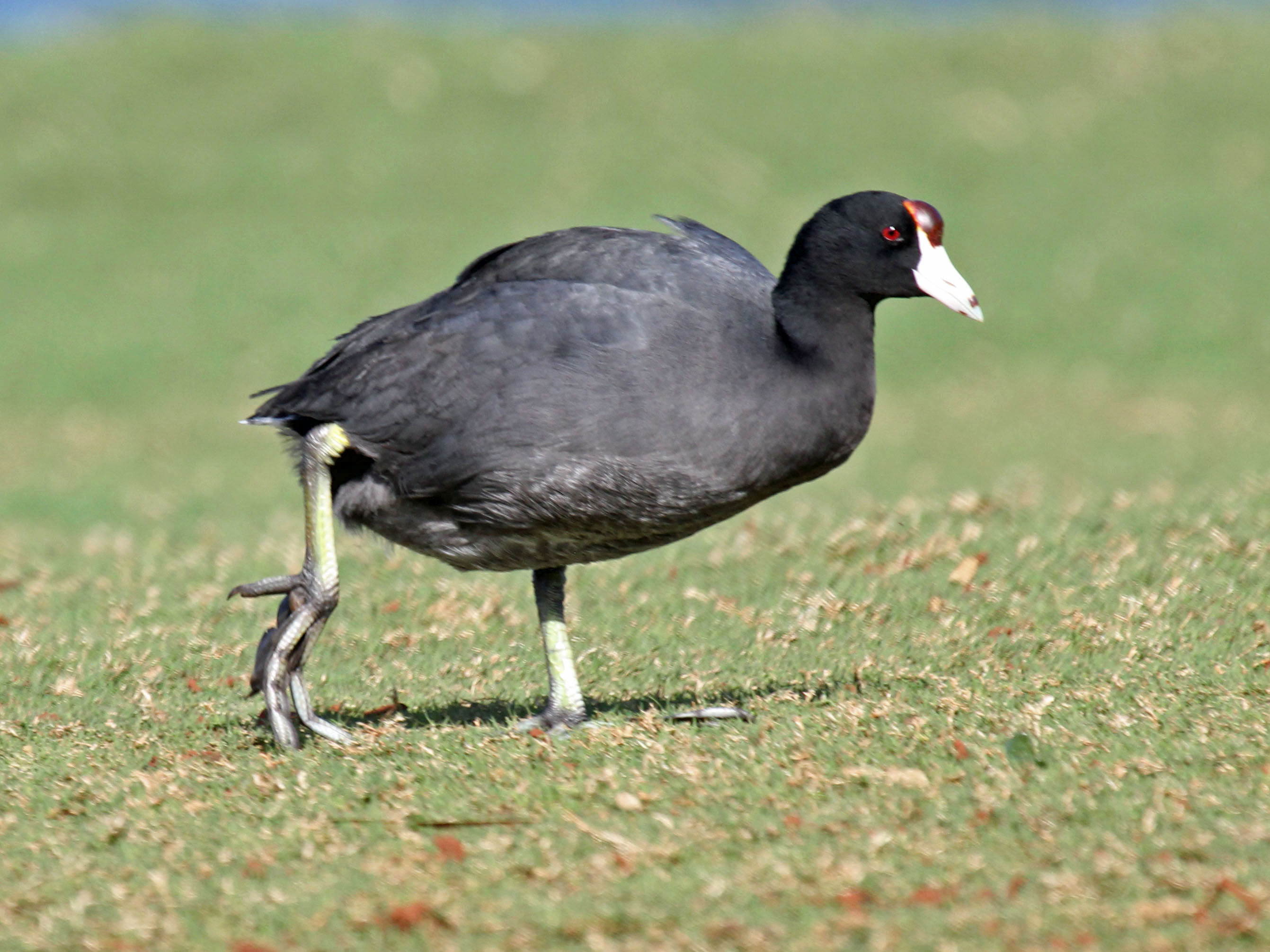